# CNM Évolution
Le CNM Évolution est un traversier de type catamaran permettant de franchir l'estuaire du Saint-Laurent, au Québec (Canada). Il assure la liaison entre Rimouski et Forestville. La durée de la traversée est d'environ 0 h 55. Il a été construit dans les chantiers navals de Matane en 1996 et mis en service la même année.

## Histoire
Le CNM Évolution a été construit dans les chantiers navals de Matane en 1996. Il a été et mis en service la même année pour desservir par traversier les villes de Forestville sur la rive nord du fleuve Saint-Laurent et de Rimouski sur la rive sud.
CNM est l'abréviation de Chantier naval de Matane.
Les difficultés se sont acharnés sur le lien fluvial depuis la pandémie de Covid-19, où en 2022 le service de traversier est interrompu en pleine saison à cause de dettes de plus de 300 000$. En 2023, le navire ne reprend pas la mer pour les mêmes raisons économiques, évoqué par le propriétaire M. Hilaire Journault.  Le service n'a pas repris en 2024, année du décès du propriétaire du navire, M. Journault. En septembre, le Premier ministre du Québec, François Legault, annonce que son gouvernement était prêt à contribuer à une relance du lien, via le Ministère des Transports et de la Mobilité durable et, probablement, la Société des traversiers du Québec. En début d'année 2025, le maire de Rimouski, Guy Caron, ne crois pas qu'un armateur privé pourra ramener le service de traversier pour la saison estivale suivante.

## Caractéristiques et services
Le CNM Évolution emploie 24 personnes et a transporté 40 000 passagers et 20 000 automobiles en 2012. Sa capacité d'embarquement est de 30 véhicules et 175 passagers par trajet. Le traversier effectue entre deux et trois navettes quotidiennes entre ses deux ports d'escale, fréquence qui peut augmenter lors des périodes d'affluence de la fin juillet reliées au festival des « Grandes Fêtes du Saint-Laurent » à Rimouski.